# Italia en los Juegos Europeos
Italia en los Juegos Europeos está representada por el Comité Olímpico Nacional Italiano, miembro de los Comités Olímpicos Europeos. Ha obtenido un total de 188 medallas: 58 de oro, 67 de plata y 63 de bronce.

## Medalleros

### Por edición
| Evento        | Oro | Plata | Bronce | Total |
| ------------- | --- | ----- | ------ | ----- |
| Bakú 2015     | 10  | 26    | 11     | 47    |
| Minsk 2019    | 13  | 15    | 13     | 41    |
| Cracovia 2023 | 35  | 26    | 39     | 100   |
| TOTAL         | 58  | 67    | 63     | 188   |

### Por deporte
| Evento                | Oro | Plata | Bronce | Total |
| --------------------- | --- | ----- | ------ | ----- |
| Atletismo             | 8   | 5     | 4      | 17    |
| Boxeo                 | 1   | 7     | 7      | 15    |
| Ciclismo              | 2   | 5     | 3      | 10    |
| Escalada              | 0   | 2     | 1      | 3     |
| Esgrima               | 5   | 4     | 10     | 19    |
| Fútbol playa          | 0   | 2     | 0      | 2     |
| Gimnasia              | 2   | 1     | 0      | 3     |
| Judo                  | 0   | 1     | 3      | 4     |
| Karate                | 2   | 7     | 7      | 16    |
| Kickboxing            | 6   | 2     | 2      | 10    |
| Lucha                 | 0   | 1     | 0      | 1     |
| Muay thai             | 0   | 1     | 0      | 1     |
| Natación              | 1   | 9     | 0      | 10    |
| Natación sincronizada | 1   | 3     | 1      | 5     |
| Pádel                 | 1   | 1     | 1      | 3     |
| Pentatlón moderno     | 2   | 0     | 1      | 3     |
| Piragüismo            | 1   | 1     | 1      | 3     |
| Saltos                | 2   | 4     | 5      | 11    |
| Taekwondo             | 1   | 1     | 2      | 4     |
| Tiro                  | 16  | 8     | 11     | 35    |
| Tiro con arco         | 7   | 2     | 4      | 13    |
| TOTAL                 | 58  | 67    | 63     | 188   |